# Sídelní útvar
Sídelní útvar nebo též sídlo je seskupení sídelních jednotek včetně hospodářských objektů a dopravních zařízení na určitém vymezeném území, které bývá urbanisticky odděleno od okolních sídel. Je to místo koncentrace hospodářství a ubytování obyvatelstva – jde o základní centrum lidské aktivity.
Studiem sídelních útvarů se zabývá věda zvaná geografie sídel.
Podle velikosti a charakteru se sídla dělí na:
- městská sídla (městečko = městys, město)
- venkovská sídla (samota, osada, vesnice)

## Městská sídla
Městská sídla jsou mladším typem osídlení než sídla venkovská. První města vznikala už v dobách starověku (např. Řím, Athény, Sparta), ale většina evropských měst má původ ve středověku.

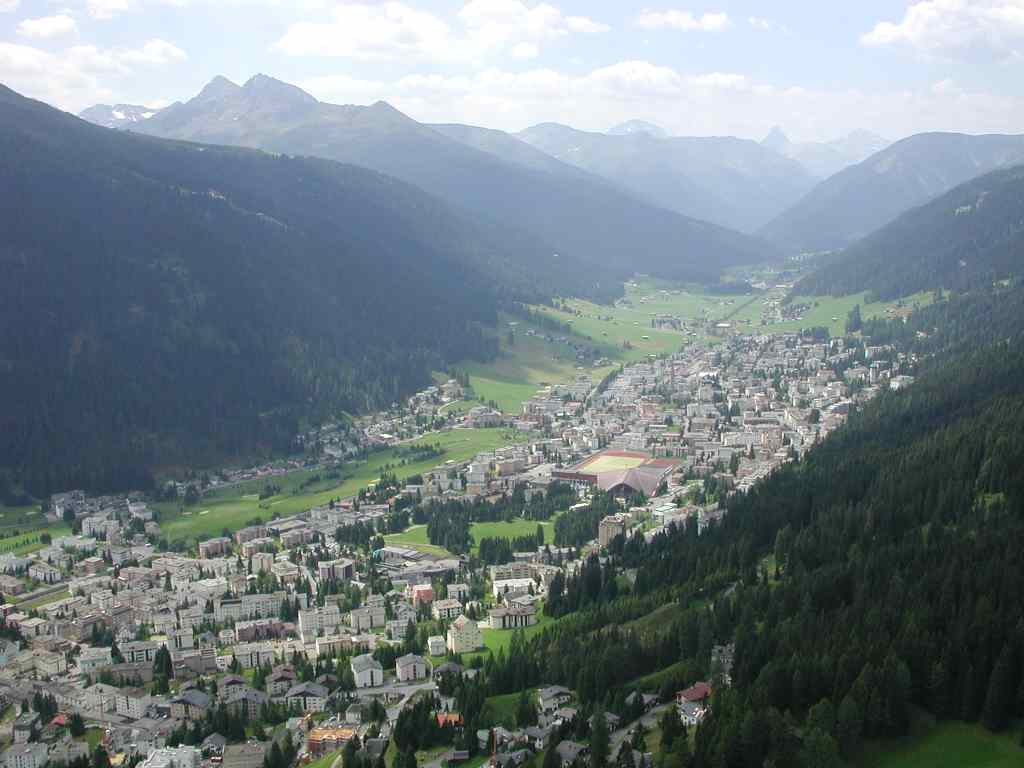
Alpské město Davos

Městské sídlo je centrem koncentrace nejúčinnějších ekonomických činností.
Odlišení městského sídla od venkovského je obtížné. Obvykle bývá za město považována obec s určitým minimálním počtem obyvatel, s určitým podílem zaměstnaných, charakterem zástavby a podílem vícepatrových domů. Tato kritéria se liší podle oblasti, tudíž v Česku jsou pro zařazení mezi města jiné podmínky než například v Japonsku.
Města můžeme klasifikovat podle různých hledisek:
- podle ekonomicky aktivního obyvatelstva:
  - průmyslové město
  - obchodní město
  - dopravní město
  - vojenské město
- podle administrativně správního postavení:
  - hlavní město (metropole)
  - světová metropole

Ve vyspělých zemích se v městských sídlech nachází jádro (tzv. city), ve kterém převládají služby, funkce správní nad funkcí obytnou a nad průmyslovou činností. City je obklopeno obytnými zónami, průmyslovými zónami, zónami skladového hospodářství. Všechny tyto části jsou propojeny dopravní sítí.
V rozvojových zemích se městská sídla od těch vyspělých podstatně liší. Jádra jsou menší, ne tak luxusní a dopravní systémy, pokud vůbec existují, jsou ve špatném stavu. Centrum je obklopené obytnými částmi a chudinskými čtvrtěmi, na okraji města jsou velká tržiště.

## Venkovská sídla

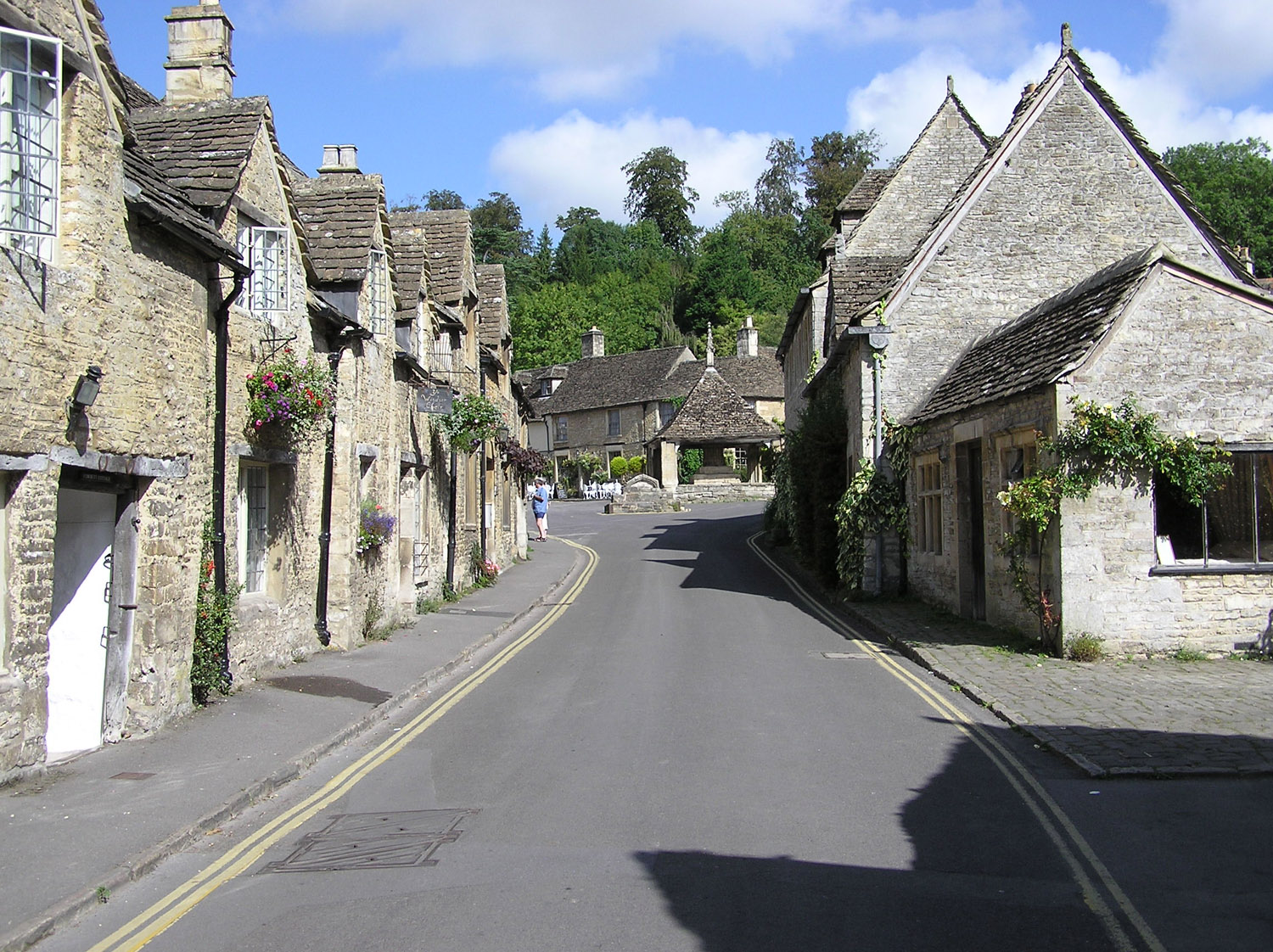
Vesnice Castle Combe v Anglii

Mezi venkovská sídla patří samoty, osady a vesnice. Základní typy venkovských sídel jsou:
- venkovská sídla rozptýlená – hlavně v Severní Americe, Austrálii a Jižní Africe, kde převažují rozptýlené zemědělské statky
- venkovská sídla skupinová – hlavně v Evropě, Asii a Africe, ale existují i výjimky (v Evropě např. Skandinávie či Bretaňský poloostrov)

Venkovské osídlení je spojeno s hospodařením na půdě a s tím souvisí i rozdělení půd, které se liší podle typu venkovského sídla. Zatímco u rozptýlených sídel je půda rozdělena na větší pozemky, u sídel skupinových bývají pozemky menší zemědělské.
Vznik venkovského osídlení je obvykle spojen se zemědělstvím, jen menší množství těchto sídel vzniklo z jiných důvodů, dnes mezi tyto důvody patří hlavně funkce obytná, rekreační či dopravní.
Počet obyvatel žijících na venkově je z celosvětového hlediska vyšší než počet obyvatel ve městech, ale u rozvinutých zemí tomu tak nebývá.